# Кілларні (провінційний парк)
46°05′00″ пн. ш. 81°20′00″ зх. д. / 46.0833° пн. ш. 81.3333° зх. д.
Провінційний парк Кілларні — провінційний парк у центральному Онтаріо, Канада .
У парку є лише один кемпінг біля початку маршруту довкола озера Джордж, оскільки парк переважно вважається парком дикої природи. Є кілька об’єктів, які дозволять відвідувачам відчути самотність і красу його незайманої природи. Тут є кілька пішохідних стежок і кемпінг для каное. Маршрути каное включають доглянуті портажі (волоки) між озерами. Кемпінг включає в себе шість опалювальних юрт, які мають електричне освітлення, розетку, пропановий мангал і двоярусні ліжка.
Розташований на північному березі затоки Джорджен-Бей у муніципалітеті Кілларні, парк охоплює хребет Ла-Клош, великі округлі білі кварцитові пагорби, які домінують над ландшафтом. Білі вершини та скелі контрастують із сосновими та листяними лісами та болотистими низинами, які оточують численні озера парку.
Кварцит стійкий до атмосферних впливів і містить мало поживних для рослин мінералів. Ґрунти там, де вони присутні, як правило, неглибокі та малородючі. Дуже кам’янистий супісок є найпоширенішим типом ґрунту. Розвиток підзолистого профілю є звичайним у добре дренованих екотопах. Багаті мінералами типи гірських порід, такі як діабаз і вапняк, зустрічаються місцево, а ґрунти, які утворилися над ними, підтримують деякі лісові формації з більш пишної рослинності парку.
Парк розташований у східному лісо-бореальному перехідному екорегіоні, тому тут існує велика різноманітність рослинного світу. У парку мешкають лосі, олені, чорні ведмеді, вовки, канадські та руді рисі, куниці, бобри та інші гризуни, а також понад 20 видів рептилій і земноводних. У межах парку розмножуються, гніздяться або відпочивають понад 100 видів птахів.

## Походження
Парк завдячує своїм створення зусиллям художників зберегти мальовничі краєвиди району. Канадський художник з Групи Сімох А. Я. Джексон був настільки стурбований перспективою того, що околиця озера Траут-Лейк (нині озеро OSA) ось-ось буде пущена під суцільну вирубку, що звернувся до тогочасного уряду провінції з проханням відвести його в заповідний фонд. Його листа отримав Вільям Фінлейсон, тодішній міністр земель і лісів, якраз у відповідний момент, що завершився успішним зупиненням рубки. Озеро було взято під опіку Спілки митців Онтаріо Ontario Society of Artists, і його назва була змінена на абревіатуру спілки OSA Lake. Зусилля Джексона були винагороджені тим, що на його 90-й день народження озеро було названо на його честь озером Джексона. Пагорби та озера в районі Кілларні стали ще більш популярним місцем для малювання та ескізів, і протягом багатьох років там працювало кілька інших членів «Групи Сімох», включно з Франкліном Кармайклом, Артуром Лісмером та А. Дж. Кессоном. У 1959 році територія парку Кілларні була виділена як заповідник дикої природи. У 1962 році відкрито шосе 637, яке з'єднало містечко Кілларні на північному березі затоки Джорджен-Бей з Трансканадським шосе. Нарешті в 1964 році, за допомогою лобістських зусиль Групи Сімох, 4 000 квадратних миль (10 000 км2) узбережжя затоки Джорджен-Бей було виділено в заповідну зону, і Кілларні став провінційним парком.

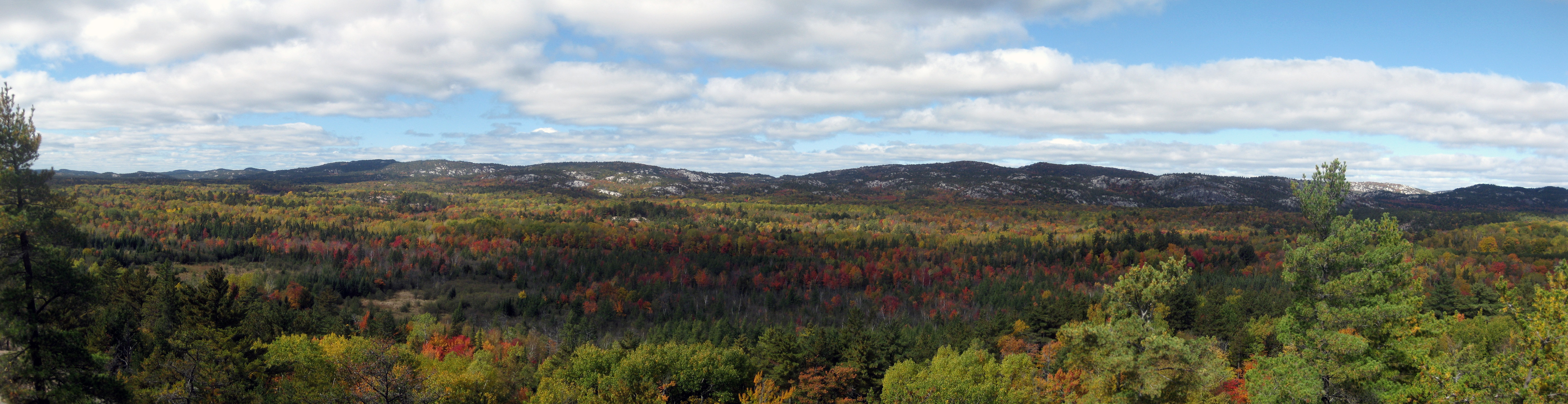
Панорамний краєвид зі стежки Granite Ridge Trail

Парк зіткнувся з певними проблемами, які поставили під загрозу здоров'я його делікатних місцевих екосистем. Значною мірою через близькість до Садбері з його нікелевими шахтами та плавильними заводами місцеві озера були уражені кислотними дощами. Забруднення, спричинене плавильною діяльністю, пов’язаною з видобутком нікелю між 1940-ми і 1970-ми роками, призвело до підкислення води більшості озер Кілларні, що призвело до втрати видів риб, водоростей і водних рослин у багатьох озерах. Ця шкода була особливо сильною в районах кварцитів. Законодавство, прийняте в 1970-х роках, змусило галузь покращити свої стандарти викидів. Відтоді викиди сірки скоротилися більш ніж на 90 відсотків. На сьогоднішній день якість води в деяких озерах покращилася до рівня перед забрудненням, тоді як в інших озерах триває повільний процес біологічного відновлення. Зовсім недавно озера були під загрозою з боку некорінних інвазивних видів, таких як Bythotrephes longimanus, хижих членистоногих, які загрожують місцевим видам.
У 2006 році уряд провінції також створив прилеглий, але окремий провінційний парк Кілларні Лейклендс-енд-Гедвотерс, що суттєво збільшило загальну заповідну територію. У 2015 році адміністрація першої нації Війквемкунґ на острові Манітулин також створила прилеглий парк Пойнт-Ґрондін на власній незайнятій території спадщини в цьому районі.

## Обсерваторія

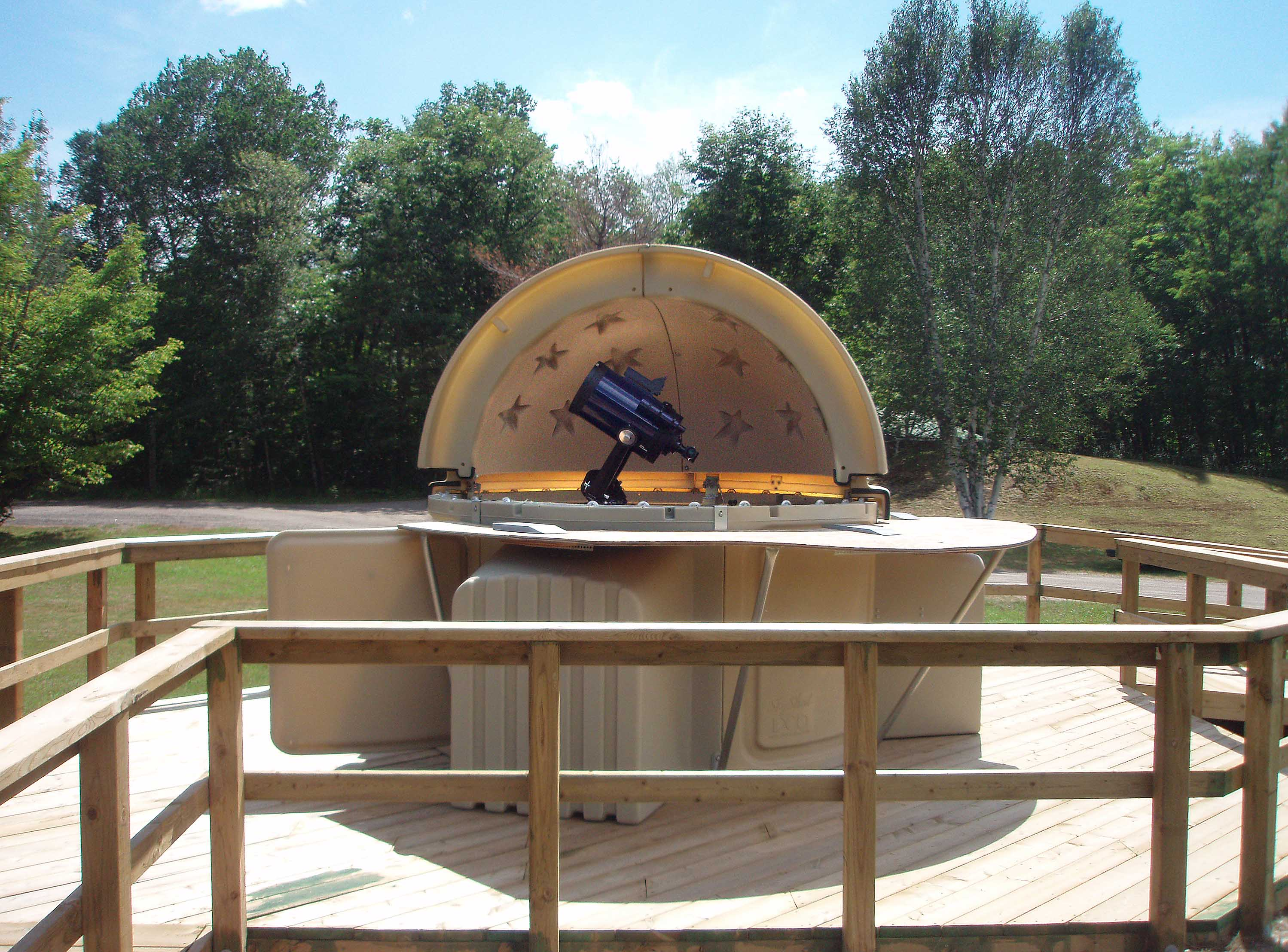
Обсерваторія провінційного парку Кілларні

17 липня 2010 року парк офіційно відкрив обсерваторію провінційного парку Кілларні — першу громадську обсерваторію в будь-якому з провінційних парків Онтаріо. Ця обсерваторія доступна як для організованих освітніх програм, так і для індивідуального використання. Оскільки небо в провінційному парку Кілларні все ще залишається неспотвореним світловим забрудненням, цей заклад ідеально підходить для всіх, хто цікавиться вивченням нічного неба.

### Заповідник темного неба
У 2018 році провінційний парк Кілларні був нагороджений Королівським астрономічним товариством Канади як заповідник темного неба, став першим парком Онтаріо, який зробив це.

### Оновлення 2018 року

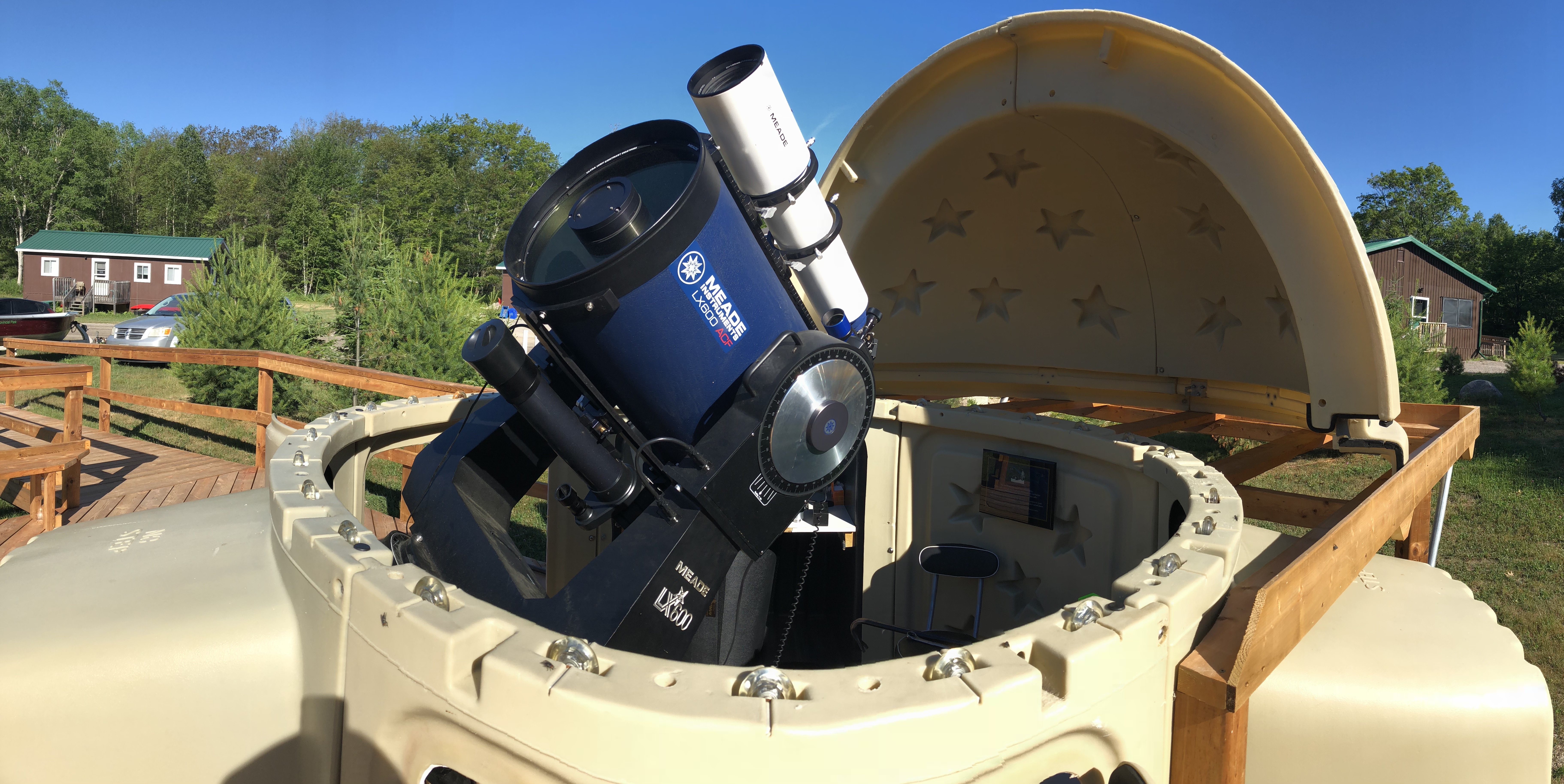
KPPO Dome 2 з Dome Off-2

На святкування 125-річчя парків Онтаріо та 150-річчя Королівського астрономічного товариства Канади комплекс обсерваторії провінційного парку Кілларні було модернізовано, щоб долучити нове обладнання. Воно включає 16-дюймовий цілком автоматизований Meade LX600 (основний інструмент) і 130-мм (5-дюймовий) апохроматичний рефрактор Meade (вторинний інструмент).

## Зовнішні посилання
- Офіційний сайт
- The Friends of Killarney web site
- Killarney Map Web Site

Шаблон:Ontario parks